# Constantin Fahlberg
Constantin Fahlberg (Tambov, 22 dicembre 1850 – Nassau, 15 agosto 1910) è stato un chimico tedesco.

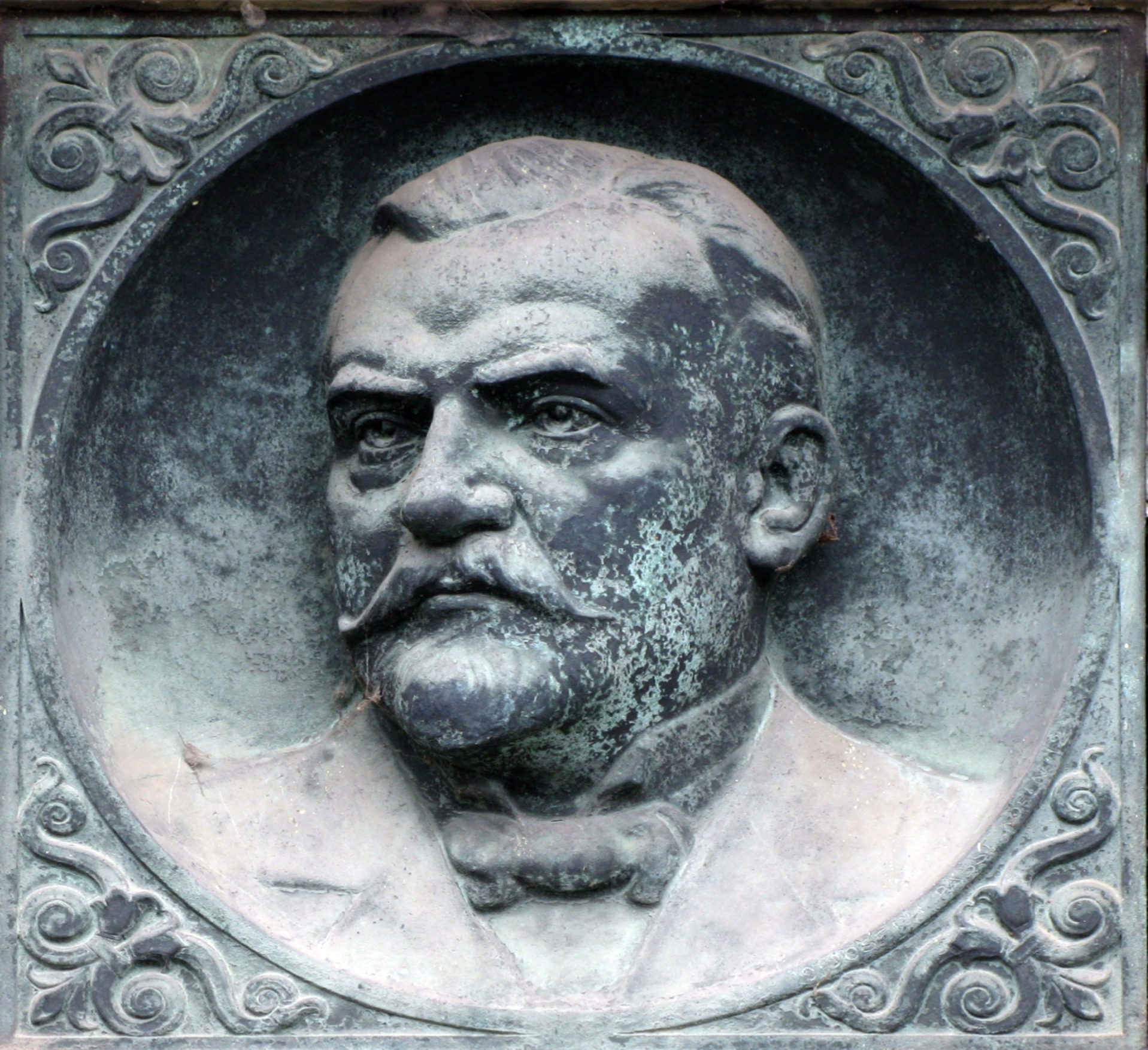
Tomba di Constantin Fahlberg in Magdeburg, Germania

Ha analizzato negli anni 1877/78 per il professore Ira Remsen (1846-1927) al Johns Hopkins University i composti chimici del catrame di carbone e nel corso della ricerca ha scoperto il sapore dolce del o-toluenesulfonamide. Più tardi ha dato a questo "corpo" chimico il nome commerciale di Saccarina.